# Jüdischer Friedhof (Schopfloch)

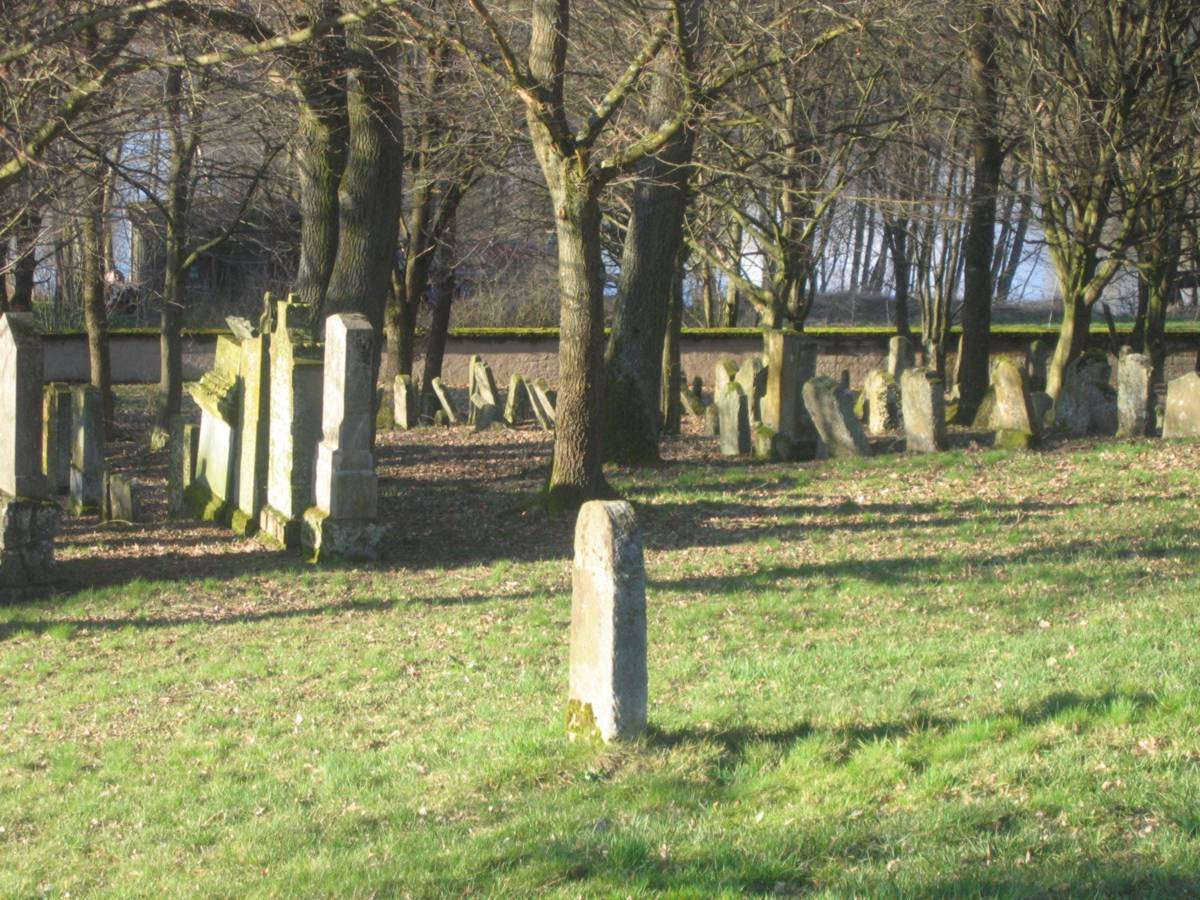
Jüdischer Friedhof in Schopfloch, einer der größten Süddeutschlands

Der Jüdische Friedhof Schopfloch ist ein jüdischer Friedhof in Schopfloch, einem Markt im Landkreis Ansbach in Bayern.
Der Friedhof liegt auf halber Höhe zwischen dem Ortskern von Schopfloch und dem Ortsteil Deuenbach gegenüber Baderstraße 10 und erstreckt sich auf 12.980 Quadratmeter. Ursprünglich befanden sich auf ihm rund 1600 Grabsteine.

## Geschichte

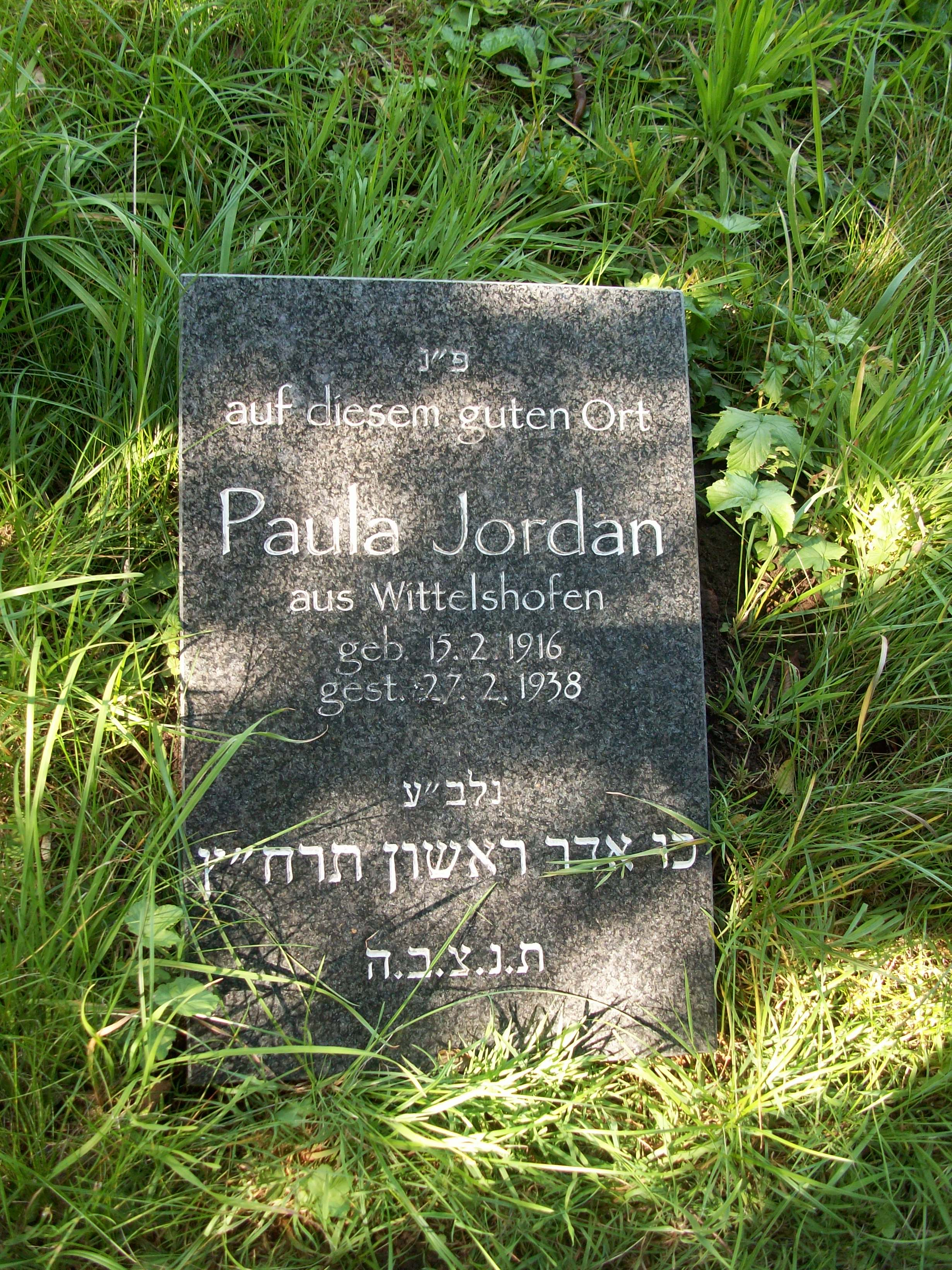
Grabstein mit Sterbedatum 27. Februar 1938

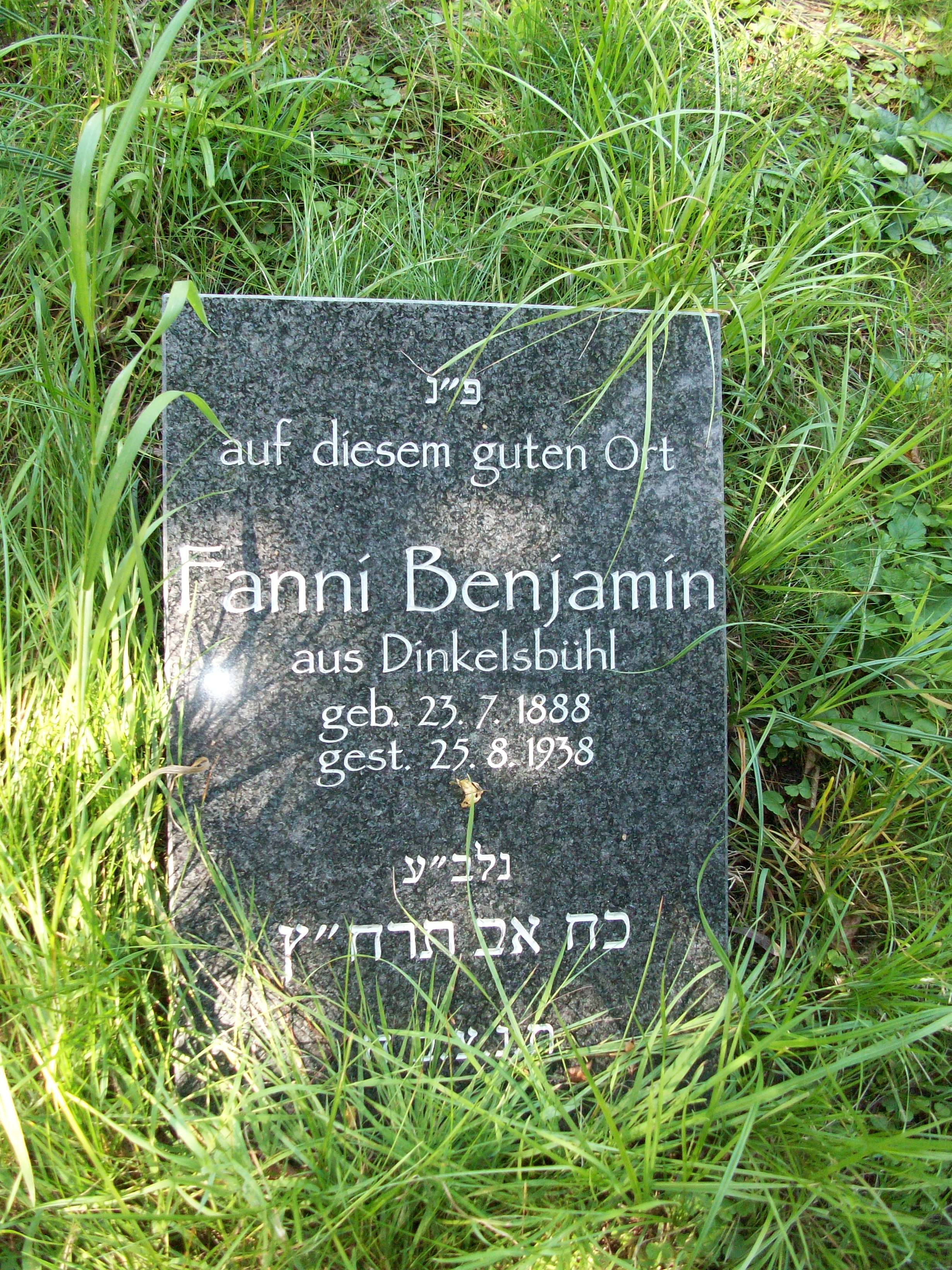
Grabstein mit Sterbedatum 25. August 1938

Der Friedhof wurde über 300 Jahre lang – von 1612 bis 1937 – belegt. Es lassen sich jedoch auch Grabsteine mit den Sterbedaten 27. Februar 1938 beziehungsweise 25. August 1938 dort finden. Der Grund dafür liegt laut einer mündlichen Aussage der Steinmetzin Birgit Hähnlein-Häberleins darin, dass sie nachträglich in einer feierlichen Zeremonie mit dem Würzburger Rabbiner im Jahre 2011 aufgestellt wurden, nachdem die inzwischen verstorbene Angelika Brosig herausgefunden hatte, dass die beiden Toten entgegen dem jüdischen Brauchtum keinen Grabstein besitzen.
Er wurde auch für Bestattungen der jüdischen Gemeinden Braunsbach, Hengstfeld, Schwäbisch Hall mit Steinbach, Dünsbach, Gerabronn, Michelbach an der Lücke, Wiesenbach, Crailsheim mit Goldbach und Ingersheim an der Jagst, Unterdeufstetten sowie Niederstetten genutzt.
Die Kosten für eine Bestattung auf dem Verbandsfriedhof in Schopfloch wurden entsprechend dem Vermögen des Verstorbenen berechnet und von derjenigen jüdischen Gemeinde getragen, aus der der Tote stammte. Zusätzlich wurde für die Unterhaltung des Friedhofs in Schopfloch „eine jährliche Steuer in Höhe von 1 Kreuzer und 6 Kreuzer für 100 Gulden Vermögen je Haushalt“ erhoben.
Die Beerdigung sollte zwar dem Talmud gemäß sofort erfolgen; teilweise wurde jedoch hierzulande auf einen weiteren Sterbefall gewartet, um dann beide Toten zusammen auf den Schopflocher Friedhof zu bringen. Auf diese Weise sparte man Anstrengung, Zeit, Wege- und Brückenzölle sowie die Abgaben, die fällig wurden, sobald man verschiedene Herrschaftsbereiche durchquerte. Aufgrund dessen entstand der Spruch Wecha amm doada Juda fäahrd mr nedd nach Schopfi.
Im Jahr 1802 wurde er erheblich erweitert, indem der sogenannte „Neue Teil“ erworben wurde, der links vom Eingang liegt.
In der Zeit des Nationalsozialismus wurde das Taharahaus durch Brandstifter völlig zerstört. Weiterhin fanden Schändungen auf dem Friedhof statt. Nach dem Zweiten Weltkrieg wurden ehemalige NSDAP-Mitglieder Schopflochs von den Alliierten zur Reparation der Schäden verpflichtet, die dann „im Sommer 1945 […] unter Aufsicht des Schopflocher Bürgermeisters die umgeworfenen Grabsteine wieder aufrichteten.“
Ab 1963 wurde der Friedhof schließlich umfassend instand gesetzt. Inzwischen ist der Landesverband der Israelitischen Kultusgemeinden in Bayern Träger dieses Friedhofs. Ab 2005 oblag der im Jahre 2013 verstorbenen Angelika Brosig gemeinsam mit ehrenamtlichen Partnern die Dokumentation und Betreuung des Friedhofs, deren Tätigkeiten Jutta Breitinger, eine Mitarbeiterin des Schopflocher Rathauses, laut mündlicher Aussage im Jahre weiterführen möchte.

## Charakteristika

### Friedhofsanlage
Die Lage des Friedhofes weist einige für jüdische Friedhöfe typische Merkmale auf: So „liegen (oder lagen vor langer Zeit) [die meisten Friedhöfe] außerhalb von Ortschaften“, da sie zum einen oft nicht von den nichtjüdischen Ortsansässigen in deren Nähe toleriert wurden und sie zum anderen auf diese Weise durch Natur und den langen sowie teilweise beschwerlichen Hinweg vor Grabschändungen geschützt waren. Die Anlage erfolgte zudem „oft in Wäldern oder auf Bergkuppen“, weil der Boden dort aufgrund der kaum vorhandenen Fruchtbarkeit relativ günstig zu erwerben war. Ein weiteres charakteristisches Merkmal liegt in der Umwallung durch eine Mauer beziehungsweise einen Zaun sowie ein bis zwei Toren. Darüber hinaus ist auf vielen jüdischen Friedhöfen eine Tahara-Halle, also eine Leichenhalle, vorhanden, in der die Chewra Kadischa, getrennt nach Männern und Frauen, die Bestattungen vorbereitet: Nach einer Waschung und einer rituellen Reinigung durch Wasser findet eine Ankleidung in weiße Totengewänder statt. Wenn der Leichnam anschließend in einen schlichten Sarg aus Holz gelegt worden ist, folgte nach einer offiziell festgelegten Wartezeit die Bestattung.

### Grabsteine
Ursprünglich befanden sich dort etwa 1600 Grabsteine. Die Zahl der heute noch erhaltenen Grabsteine schwankt jedoch in der Sekundärliteratur, wobei natürlich auch das Erscheinungsdatum eine Rolle spielen kann: Während Kraiss und Reuter sowie Schwierz von 1356 ausgehen, geben Mayer sowie Eberhardt und Berger-Dittscheid eine Zahl von 1172 an. Laut Brosig befinden sich noch 1200 erhaltene Gräber auf dem Friedhof. Die nun für Führungen auf dem Judenfriedhof zuständige Mitarbeiterin im Rathaus, Jutta Breitinger, spricht von 1172 erhaltenen Gräbern. Die ältesten Grabsteine sind jedenfalls im östlichen Bereich des jüdischen Friedhofs gelegen; der älteste entzifferte stammt aus dem Jahre 1580.
Die Grabsteine wurden aus Platzgründen relativ dicht nebeneinander aufgestellt und sind beinahe alle östlich in Richtung Jerusalem ausgerichtet.
Ihre Inschriften zeigen „Namen, das Sterbedatum und persönliche Angaben über die Toten (z. B. Geburtsort, Geburtsdatum, Alter, Beruf, Tätigkeiten, u. a. m.) in deutsch und hebräisch, bei besonders frommen Persönlichkeiten nur in hebräisch“. Zudem können in den Grabstein eingravierte Symbole auf den Stand beziehungsweise spezielle Tätigkeiten des dort Beigesetzten hinweisen. Segnende Priesterhände symbolisieren die Zugehörigkeit des dort Bestatten zum Stamm der Kohanim. Eine Kanne oder Schale auf dem Grabstein weist den Toten als Leviten aus. Das Symbol des Messers auf dem Grabmal hingegen bedeutet, dass der Bestattete ein Mohel war.